# 김창후
김창후(1978년 9월 11일 ~ )는 대한민국의 언더 성우이다.

## 출연 작품
- 비밀결사 매의발톱단 - 디럭스 파이터, 레오나르도 박사, 필립
- 김창후 이병 탈영사건 - 김창후 이병
- 돼지 - 사자, 호랑이, 외계인 , 닭 , 원숭이
- 중년탐정 김정일 - 이건칠, 신앙심
- 연예인지옥 - 김창후 이병
- 신 연예인지옥 - 김창후 이병 , 신앙심 이병
- 팟캐스트 - 후라이 진행